# Buchenwald bei Bellenberg
Buchenwald bei Bellenberg este o arie protejată (arie specială de conservare — SAC, sit de importanță comunitară — SCI) din Germania întinsă pe o suprafață de 94,91 ha, integral pe uscat.

## Localizare
Centrul sitului Buchenwald bei Bellenberg este situat la coordonatele 51°52′12″N 9°00′40″E / 51.87°N 9.0111°E.

## Înființare
Situl Buchenwald bei Bellenberg a fost declarat sit de importanță comunitară în martie 2001 pentru a proteja un număr necunoscut de specii din flora spontană și fauna sălbatică aflate în arealul zonei. Situl a fost protejat și ca arie specială de conservare în mai 2018.

## Biodiversitate
Situată în ecoregiunea continentală, aria protejată conține 2 habitate naturale: Păduri de fag Asperulo-Fagetum, Păduri de fag din Europa Centrală dezvoltate pe sol calcaros cu Cephalanthero-Fagion.
La baza desemnării sitului se află un număr nedeclarat de specii protejate.